# Ambientalno gledališče
Ambientalno gledališče je oblika gledališke predstave, ki se ne dogaja v klasičnem gledališkem objektu ampak v poljubnem okolju. Stik med igralci in gledalci je pristen, saj so ti pogosto del predstave ozirom okolja, ki je del igre.